# 울진경찰서
울진경찰서(蔚珍警察署, Uljin Police Station)는 경상북도경찰청이 관할하는 경찰서 중 하나이다. 경상북도 울진군 일대를 관할한다. 경상북도 울진군 울진읍 울진중앙로 28(읍내리 205번지)에 위치하고 있다.
서장은 총경으로 보한다.

## 기본 정보
- 주소: 경상북도 울진군 울진읍 울진중앙로 28(읍내리 205번지)
- 우편번호: 36326

## 관할 파출소
울진경찰서는 8개의 파출소를 산하에 두고 있다.
| 명칭       | 사진 | 주소                     | 관할구역       | 치안센터     |
| ---------- | ---- | ------------------------ | -------------- | ------------ |
| 북면파출소 |      | 북면 울진북로 2080       | 북면           |              |
| 죽변파출소 |      | 죽변면 죽변중앙로 159    | 죽변면         |              |
| 울진파출소 |      | 울진읍 읍내10길 20       | 울진읍         |              |
| 서면파출소 |      | 금강송면 불영계곡로 1723 | 서면           |              |
| 근남파출소 |      | 근남면 울진북로 147      | 근남면, 원남면 | 원남치안센터 |
| 기성파출소 |      | 기성면 기성로 667        | 기성면         |              |
| 평해파출소 |      | 평해읍 평해로 59         | 평해면, 온정면 | 온정치안센터 |
| 후포파출소 |      | 후포면 울진대게로 34-8   | 후포면         | 후포치안센터 |